# John Edwin Luecke
John Edwin Luecke est un mathématicien américain qui travaille sur la topologie et la théorie des nœuds. Il obtient son doctorat en 1985 de l'Université du Texas à Austin et est maintenant professeur au département de mathématiques de cette institution.

## Travaux
Luecke est spécialisé dans la théorie des nœuds et les 3-variétés. Dans un article de 1987, Luecke, Marc Culler, Cameron Gordon et Peter Shalen prouvent le théorème de la chirurgie cyclique. Dans un article de 1989, Luecke et Cameron Gordon prouvent que les nœuds sont déterminés par leurs compléments, un résultat maintenant connu sous le nom de théorème de Gordon-Luecke.
Il reçoit un Presidential Young Investigator Award de la Fondation nationale pour la science  en 1992 et est boursier de la Sloan Foundation en 1994. En 2012, il est membre de l'American Mathematical Society.